# Приватний наддрук

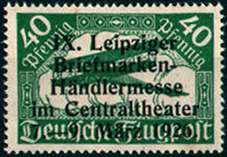
Німецька приватна комерційна надпечатка 1926 року для IX Leipziger Briefmarken-Handlermesse.

Приватний наддрук або комерційний наддрук — у філателії наддрук, нанесений на поштові марки, поштові канцелярські вироби або фіскальні марки кимось, крім офіційної організації, що видає марки. Ці наддруки в основному використовувалися як захід безпеки, однак відомі також пропагандистські та пам'ятні зразки. Якщо з міркувань безпеки надруковано, вони виконують подібну функцію до перфіна. Важливо розрізняти приватні накладки та приватні погашення.

## Фон
Приватні наддруки використовувалися з кількох причин. Зазвичай їх не можна використовувати як контрольні позначки, оскільки таким чином марка або марки стають недійсними для попередньої оплати поштових зборів (хоча деякі такі недійсні марки успішно пройшли поштою, імовірно, через недогляд поштових працівників). Проте, якщо у Великій Британії приватні наддруковані марки зазвичай слугували квитанціями про сплату податків, у 1859 році за заявою Товариства Оксфордського союзу стався унікальний випадок, коли приватні наддруковані марки були схвалені для нанесення на лицьову сторону марок. Це слід відрізняти від більш-менш частого нанесення приватних наддруків на звороті марок як контрольних знаків.

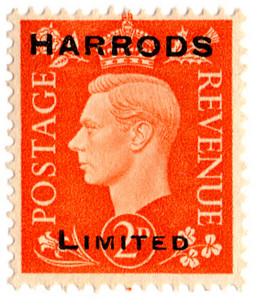
Комерційний наддрук Harrods Limited на британській марці 2d 1938 року.

У Великій Британії комерційні наддруки в основному використовувалися для сплати податку на квитанції і зустрічаються як на фіскальних, так і на поштових марках із великою кількістю різних різновидів, відомих між 1880-ми та 1970-ми роками.
Інші країни, які мали комерційні наддруки, включають Канаду, Цейлон, Індію, Кенію та Уганду, Новий Південний Вельс, Нову Зеландію, Південну Африку, Іспанію, Стрейтс-Сеттлментс і Вікторію.
Приватні наддруки також можуть виникати з спекулятивних філателістичних цілей, створених навмисно з метою продажу їх недосвідченим колекціонерам.

## Політичні причини
Приватні наддруки використовувалися для вираження політичних поглядів або для відзначення подій шляхом створення предметів колекціонування у випадках, коли марки з накладками не можна використовувати. Наприклад, симпатики Німеччини в Судетах приватно надрукували чехословацькі марки свастиками до анексії, а в Італії, після падіння Муссоліні та встановлення ним Італійської Соціальної Республіки, марки короля фашистськими симпатиками були надруковані фасціями.

## В Сполучених Штатах
Приватні наддруки також використовувалися в Сполучених Штатах, хоча в Керівництві внутрішньої пошти зазначено, що марки, «на яких надруковано недозволений дизайн, повідомлення або інше маркування», не дійсні для поштової доставки. На пам'ятному знаку у Флориді існує приватний наддрук, і під час війни у В'єтнамі жінка приватно надрукувала марки на своїй вихідній пошті з гаслом «Моліться за війну», перш ніж поштові органи змусили її прибрати це гасло з марок. Було кілька американських прикладів накладення на поштові картки приватної переоцінки невдовзі після зміни тарифу, включно з дозволом Департаменту пошти на спеціальну доплату за тикометр Пітні-Боуза, яка використовуватиметься для переоцінки поштових карток у володіння General Electric, коли курс листівок піднявся до 3 центів у серпні 1958 року. USPS також дозволив надрукувати печатку на рулонних марках 10¢ Tractor Trailer і 5¢ Canoe Transportation.